# The Mighty McGurk
Pour plus de détails, voir Fiche technique et Distribution.
The Mighty McGurk est un film américain réalisé par John Waters, sorti en 1947.

## Fiche technique
- Titre : The Mighty McGurk
- Réalisation : John Waters
- Scénario : William R. Lipman, Grant Garett et Harry Clork
- Direction artistique : Cedric Gibbons et Hubert Hobson
- Photographie : Charles Edgar Schoenbaum
- Montage : Ben Lewis
- Musique : David Snell
- Société de production : Metro-Goldwyn-Mayer
- Pays d'origine : États-Unis
- Format : Noir et blanc - 1,37:1
- Genre : comédie dramatique, film musical
- Date de sortie : 1947

## Distribution
- Wallace Beery : Roy « Slag » McGurk
- Dean Stockwell : Nipper
- Edward Arnold : Mike Glenson
- Aline MacMahon : Mamie Steeple
- Cameron Mitchell : Johnny Burden
- Dorothy Patrick : Caroline Glenson
- Aubrey Mather : Milbane
- Morris Ankrum : Fowles
- Clinton Sundberg : Flexter
- Charles Judels : Brasseur
- Torben Meyer : Brasseur